# Module de continuité
En analyse mathématique, un module de continuité est une fonction ω : [0, ∞] → [0, ∞] utilisée pour mesurer quantitativement la continuité uniforme des fonctions. Ainsi, une fonction f : I → ℝ admet ω pour module de continuité si et seulement si 
{\displaystyle \forall x,y\in I\quad |f(y)-f(x)|\leq \omega (|y-x|).}
Puisqu'on impose aux modules de continuité de s’annuler et d'être continus en 0, une fonction est uniformément continue si et seulement si elle admet un module de continuité. De plus, le fait qu'une famille de fonctions admette un module de continuité commun est identique à la notion d'équicontinuité. Le module ω(t) := kt correspond aux fonctions k-lipschitziennes et le module ω(t) := ktα aux fonctions höldériennes. En général, le rôle de ω est de fixer une dépendance fonctionnelle explicite de ε en δ dans la définition de la continuité uniforme. 
Un cas particulier est celui des modules de continuité concaves. Pour une fonction entre espaces métriques, il est équivalent d'admettre un module de continuité concave, sous-additif, uniformément continu ou sous-linéaire (au sens de croissance linéaire). L'existence de tels modules de continuité pour une fonction uniformément continue est assurée dès que son domaine est soit compact, soit un sous-ensemble convexe d'un espace normé. 
Une fonction uniformément continue sur un espace métrique admet un module de continuité concave si et seulement si les quotients dY(f(x), f(y))/dX(x, y) sont uniformément bornés pour tout couple (x, y) loin de la diagonale de X. Les fonctions qui possèdent cette propriété constituant une sous-classe des fonctions uniformément continues, nous les appellerons « fonctions uniformément continues spéciales ».

## Historique
Steffens (2006), p. 160 attribue la première utilisation de ω pour le module de continuité à Lebesgue (1909), p. 309/p. 75 où ω est l'oscillation d'une transformée de Fourier. La Vallée Poussin (1919), p. 7-8 mentionne les deux noms (1) « module de continuité » et (2) « module d'oscillation » et conclut « mais nous choisissons la première, parce qu'elle attire mieux l'attention sur l'usage que nous aurons à faire de la notion qu'elle exprime ».

## Définition formelle
Formellement, un module de continuité est une fonction à valeurs réelles (étendues) ω : [0, ∞] → [0, ∞], s'annulant en 0 et continue en 0, c'est-à-dire telle que
{\displaystyle \lim _{t\to 0}\omega (t)=\omega (0)=0.}
Les modules de continuité sont principalement utilisés pour donner une valeur quantitative de la continuité en un point et de l'uniforme continuité pour les fonctions entre espaces métriques en utilisant les définitions suivantes.
Une fonction f : (X, dX) → (Y, dY) admet ω pour module de continuité (local) au point x ∈ X si
{\displaystyle \forall y\in X\quad d_{Y}(f(x),f(y))\leq \omega (d_{X}(x,y)).}
De même, f admet ω pour module de continuité (global) si
{\displaystyle \forall x,y\in X\quad d_{Y}(f(x),f(y))\leq \omega (d_{X}(x,y)).}
On dit alors aussi que ω est un module de continuité (resp. en x) pour f, ou plus simplement, f est ω-continue (resp. en x).

### Faits élémentaires
- Si f admet ω pour module de continuité et ω1 ≥ ω, alors f admet évidemment aussi ω1 comme module de continuité.
- Si f : X → Y et g : Y → Z sont des fonctions entre espaces métriques avec pour modules de continuité respectifs ω1 et ω2, alors la composée g∘f : X → Z a pour module de continuité ω2∘ω1.
- Si f et g sont des fonctions d'un espace métrique X vers un espace vectoriel normé Y, avec pour modules de continuité respectifs ω1 et ω2, alors toute combinaison linéaire af + bg a pour module de continuité |a|ω1 + |b|ω2. En particulier, l'ensemble des fonctions de X dans Y qui ont ω pour module de continuité est convexe.
- Si f et g sont des fonctions bornées à valeurs réelles sur un espace métrique X, avec pour modules de continuité respectifs ω1 et ω2, alors le produit fg a pour module de continuité ║g║∞ω1 + ║f║∞ω2.
- L'ensemble des fonctions de X dans Y (deux espaces métriques) qui ont ω pour module de continuité est fermé dans YX pour la convergence simple.
- Si (fi)i∈I est une famille de fonctions à valeurs réelles sur un espace métrique X avec pour module de continuité commun ω, alors l'enveloppe inférieure {\displaystyle \inf _{i\in I}f_{i}} et l'enveloppe supérieure {\displaystyle \sup _{i\in I}f_{i}} sont des fonctions à valeurs réelles avec pour module de continuité ω, sous réserve qu'elles soient finies en tout point (si ω est à valeurs finies, il suffit pour cela qu'elles soient finies en au moins un point).

### Remarques
- Certains auteurs demandent des propriétés supplémentaires, par exemple ω est croissante ou continue. Si f admet un module de continuité au sens de la définition faible précédente, elle admet un module de continuité qui est croissant et infiniment dérivable sur ]0, ∞[. On obtient alors que

{\displaystyle \omega _{1}(t):=\sup _{s\leq t}\,\omega (s)} est croissante et ω1 ≥ ω ;
{\displaystyle \omega _{2}(t):={\frac {1}{t}}\int _{t}^{2t}\omega _{1}(s)\,\mathrm {d} s} est de plus continue et ω2 ≥ ω1,
et une variante adéquate de sa définition la rend infiniment dérivable sur ]0, ∞[.
- Toute fonction f uniformément continue admet un module de continuité minimal ωf, qui est appelé le module de continuité (optimal) pour f :

{\displaystyle \forall t\geq 0\quad \omega _{f}(t):=\sup\{d_{Y}(f(x),f(x'))\mid x\in X,x'\in X,d_{X}(x,x')=t\}.}
De même, toute fonction continue en un point x admet un module de continuité minimal en x, ωf(t, x) (le module de continuité (optimal) de f en x) :
{\displaystyle \forall t\geq 0\quad \omega _{f}(t,x):=\sup\{d_{Y}(f(x),f(x'))\mid x'\in X,d_{X}(x,x')=t\}.}
Dans la plupart des cas, le module de continuité optimal de f ne peut pas être calculé de manière explicite, mais uniquement majoré (par tout module de continuité de f). De plus, les propriétés principales des modules de continuité concernent directement la définition non restrictive.
- En général, le module de continuité d'une fonction uniformément continue sur un espace métrique peut prendre la valeur +∞. La fonction f : ℕ → ℕ telle que f(n) = n2 est uniformément continue par rapport à la distance (discrète) sur ℕ, et son module de continuité minimal est ωf(t) = +∞ si t est un entier naturel et ωf(t) = 0 sinon.

## Modules de continuité spéciaux
Les modules de continuité spéciaux donnent également certaines propriétés globales des fonctions telles que le prolongement et l'approximation. Dans cette section, nous nous intéresserons principalement aux modules de continuité concaves, sous-additifs, uniformément continus, ou sous-linéaires. Ces propriétés sont essentiellement équivalentes, du fait que pour un module ω : [0, ∞] → [0, ∞], chaque assertion implique la suivante :
- ω est concave ;
- ω est sous-additif ;
- ω est uniformément continu ;
- ω est sous-linéaire, c'est-à-dire qu'il existe des constantes a et b telles que ω(t) ≤ at + b pour tout t ;
- ω est majoré par un module de continuité concave.

Ainsi, pour une fonction f entre espaces métriques, il est équivalent d'admettre un module de continuité concave, sous-additif, uniformément continu ou sous-linéaire. Dans ce cas, la fonction f est parfois appelée « fonction uniformément continue spéciale »[réf. souhaitée]. Ceci est toujours vrai dans le cas où le domaine est compact, mais aussi dans le cas où c'est un convexe C d'un espace normé. En effet, une fonction uniformément continue f : C → Y admet toujours un module de continuité sous-additif, par exemple son module de continuité optimal ωf défini précédemment, puisqu'on a, pour tous s et t positifs :
{\displaystyle \omega _{f}(s+t)=\sup _{\|y-x\|=s+t}d_{Y}(f(x),f(y))}
{\displaystyle \leq \sup _{\|y-x\|=s+t}\left\{d_{Y}\left(f(x),f\left({\frac {sx+ty}{s+t}}\right)\right)+d_{Y}\left(f\left({\frac {sx+ty}{s+t}}\right),f(y)\right)\right\}\leq \omega _{f}(t)+\omega _{f}(s).}
En conséquence immédiate, toute fonction uniformément continue sur un convexe d'un espace normé a une croissance sous-linéaire : il existe des constantes a et b telles que |f(x)| ≤ a‖x‖ + b pour tout x.

### Modules sous-linéaires et perturbations bornées d'une fonction lipschitzienne
On peut facilement trouver un module de continuité sous-linéaire pour une fonction qui est une perturbation bornée d'une fonction lipschitzienne : si f est uniformément continue avec ω pour module de continuité et g est k-lipschitzienne à distance (uniforme) r de f, alors f admet un module de continuité sous-linéaire min(ω(t), 2r + kt). Inversement pour les fonctions à valeurs réelles, toute fonction uniformément continue spéciale est une perturbation bornée et uniformément continue d'une fonction lipschitzienne.

### Modules sous-additifs et prolongeabilité
La propriété ci-dessus pour les fonctions uniformément continues sur un domaine convexe admet une sorte de réciproque, au moins dans le cas des fonctions à valeurs réelles : toute fonction uniformément continue spéciale f : X → ℝ définie sur un sous-ensemble X d'un espace normé E admet un prolongement à E qui préserve tout module sous-additif ω de f. Le plus petit et le plus grand de ces prolongements sont :
{\displaystyle f_{*}(x):=\sup _{y\in X}\left\{f(y)-\omega (|x-y|)\right\},}
{\displaystyle f^{*}(x):=\inf _{y\in X}\left\{f(y)+\omega (|x-y|)\right\}.}
Comme remarqué, tout module de continuité sous-additif est uniformément continu : en fait, il admet lui-même pour module de continuité. Par conséquent, f* et f* sont respectivement les enveloppes inférieure et supérieure d'une famille ω-continue — elles sont donc encore ω-continues.

### Modules concaves et approximation lipschitzienne
Toute fonction uniformément continue spéciale f : X → ℝ définie sur un espace métrique X est une limite uniforme de fonctions lipschitziennes. De plus, la vitesse de convergence, en termes de constante de Lipschitz, de l'approximation, est déterminée par le module de continuité de f. Plus précisément, soit ω le module de convergence concave minimal de f, donné par
{\displaystyle \omega (t)=\inf {\big \{}at+b\mid \forall x\in X,\,\forall x'\in X\,\,|f(x)-f(x')|\leq a|x-x'|+b{\big \}}.}
Soit δ(s) la distance uniforme entre la fonction f et l'ensemble Lips des fonctions s-lipschitziennes à valeurs réelles sur X :
{\displaystyle \delta (s):=\inf {\big \{}\|f-u\|_{\infty ,X}\mid u\in \mathrm {Lip} _{s}{\big \}}\leq +\infty .}
Alors, les fonctions ω(t) et δ(s) peuvent être reliées entre elles via la transformation de Legendre : plus précisément, les fonctions 2δ(s) et −ω(−t) (convenablement étendues par +∞ hors de leur domaine de finitude) forment un couple de fonctions convexes conjuguées, car
{\displaystyle 2\delta (s)=\sup _{t\geq 0}\left\{\omega (t)-st\right\}\quad {\rm {et}}\quad \omega (t)=\inf _{s\geq 0}\left\{2\delta (s)+st\right\}.}
Puisque ω(t) = o(1) pour t → 0+, on obtient δ(s) = o(1) pour t → +∞, ce qui signifie que f est limite uniforme de fonctions lipschitziennes. Une approximation optimale est donnée par les fonctions 
{\displaystyle f_{s}:=\delta (s)+\inf _{y\in X}\{f(y)+sd(x,y)\},\ \ \mathrm {pour} \ s\in \mathrm {dom} (\delta ):}
chaque fs est s-lipschitzienne et ║f – fs║∞,X = δ(s). Par exemple, les fonctions α-höldériennes de X dans ℝ sont les fonctions qui peuvent être uniformément approchées par des fonctions s-lipschitziennes avec une vitesse de convergence {\displaystyle O(s^{-{\frac {\alpha }{1-\alpha }}})}, alors que les fonctions « presque Lipschitz » (avec pour module de continuité ω(t) := kt(|log(t)| + 1)) sont caractérisées par une vitesse de convergence exponentielle O(e–as).

## Exemples d'utilisation
- Soit f : [a, b] → ℝ une fonction continue. Dans la démonstration de l'intégrabilité de Riemann de f, on borne généralement la distance entre les sommes de Riemann supérieures et inférieures par rapport à la subdivision P := (ti)0≤ i≤ n en utilisant le module de continuité de f et le pas |P| de la subdivision P :

{\displaystyle S^{*}(f;P)-S_{*}(f;P)\leq (b-a)\omega (|P|).}
- Pour un exemple d'utilisation pour les séries de Fourier, voir le test de Dini (en).

## Groupe de translations des fonctionsLpet modules de continuitéLp
Soient 1 ≤ p, f : ℝn → ℝ une fonction de classe Lp et h ∈ ℝn. La h-translatée de f, c'est-à-dire la fonction 
{\displaystyle \tau _{h}\ f:=f(\cdot -h)} 
est de classe Lp ; de plus, si p < ∞, alors 
{\displaystyle \|\tau _{h}f-f\|_{p}=o(1),} quand ‖h‖ → 0.
Ainsi, puisque les translations sont des isométries linéaires, {\displaystyle \|\tau _{v+h}f-\tau _{v}f\|_{p}=o(1),\ } quand ‖h‖ → 0, uniformément en v ∈ ℝn.
Dans le cas où p = ∞, la propriété ci-dessus n'est pas vraie en général : en fait, cela revient à être uniformément continu. Ceci est dû à la définition suivante qui généralise la notion de module de continuité des fonctions uniformément continues : un module de continuité Lp pour une fonction mesurable f : ℝ → ℝ est un module de continuité ω :[0, ∞] → [0, ∞] tel que 
{\displaystyle \|\tau _{h}f-f\|_{p}\leq \omega (h).}
Les modules de continuité donnent alors une valeur quantitative à la propriété de continuité des fonctions Lp.

## Module de continuité d'ordre plus élevés
La définition formelle du module de continuité utilise la notion de différence finie du premier ordre :
{\displaystyle \omega _{f}(\delta )=\omega (f,\delta )=\sup \limits _{x;|h|<\delta ;}\left|\Delta _{h}(f,x)\right|.}
Si l'on remplace cette différence par une différence d'ordre n, on obtient un module de continuité d'ordre n :
{\displaystyle \omega _{n}(f,\delta )=\sup \limits _{x;|h|<\delta ;}\left|\Delta _{h}^{n}(f,x)\right|.}